# آرگو آدلی
آرگو آدلی (انگلیسی: Argo Aadli; ۱۲ آوریل ۱۹۸۰ –) هنرپیشه اهل استونی است.